# San Diego Reader
Der San Diego Reader ist mit einer Auflage von 115.000 Exemplaren die größte wöchentlich gedruckte Zeitung in San Diego und dessen Umland. Die Zeitung vertritt die entgegengesetzte Meinung gegenüber der San Diego Union Tribune.
Der Reader wurde im Oktober 1972 erstmals gedruckt. Gegründet wurde die Zeitung von Jim Holman, einem Absolventen des Carleton College, welcher auch den Chicago Reader ins Leben rief. Die Zeitung befasst sich hauptsächlich um Kultur, dabei wird der Fokus hauptsächlich auf Kunst, Musik, Film und Theater gelegt.
Der San Diego Reader ist eine kostenfreie Zeitung. Die Zeitung bietet lokalen Redakteuren und Fotografen die Möglichkeit eigene Werke zu veröffentlichen. Die Zeitung ist jeden Mittwoch und Donnerstag frei im Handel erhältlich.

## Weblink
- Offizielle Homepage